# Biutyful
«Biutyful» es una canción de la banda de rock británica Coldplay de su noveno álbum de estudio Music of the Spheres (2021). Fue lanzado como el tercer sencillo promocional del álbum el 6 de julio de 2022 junto con un video musical con la banda ficticia The Weirdos, a la que la banda acredita como artista destacado en la canción.

## Trasfondo

### The Weirdos
The  Weirdos son una banda ficticia de marionetas extraterrestres que supuestamente aparecen en «Biutyful» junto a Coldplay luego de su firma con Atlantic Records en junio de 2022, según el líder Chris Martin. Los miembros de la banda incluyen a la cantante Angel Moon, el baterista Donk, el guitarrista Sparkman, el tecladista Wizard y el mánager Bruce Cakemix. Antes del lanzamiento de «Biutyful», Martin había dicho que Angel Moon apareció en «Cry Cry Cry», una canción del anterior álbum de estudio de Coldplay, Everyday Life (2019). Los títeres de la banda ficticia fueron creados por Creature Shop de Jim Henson, quien también creó The Muppets.

## Recepción en la crítica
Ryan Dombal de Pitchfork consideró a «Biutyful» como la mejor canción del álbum, y señaló que «guiada por una figura de guitarra acústica simple y un ritmo de hip hop sencillo, es la rara pista de Spheres la que tiene espacio para considerarse». También elogió las voces «nostálgicas y encantadoras», «lo cual es especialmente impresionante ya que [Chris Martin] pasa la mitad de la canción entonada para sonar como un extraterrestre chirriante». Por otro lado, Will Hodgkinson de The Times comentó que la canción se apropia de «voces robóticas del K-pop pero carece de la producción experimental que hace que ese género sea tan innovador».

## Video musical
El 6 de julio de 2022 se lanzó un video musical de la canción dirigida por Mat Whitecross, con la historia escrita por Whitecross, Chris Martin y la actriz Dakota Johnson. El video muestra la historia de origen de The Weirdos, con el grupo de marionetas alienígenas pasando de ser rechazado por la sociedad a convertirse en la «banda más popular de la Tierra». Coldplay hace un cameo entre la audiencia del concierto de Weirdos.

## Presentaciones en vivo
Chris Martin y The Weirdos interpretaron la canción en vivo en The Tonight Show Starring Jimmy Fallon el 10 de junio de 2022. Angel Moon, la cantante principal de The Weirdos, ha aparecido en presentaciones en vivo de la canción durante la gira Music of the Spheres World Tour.